# Rosanes
Rosanes és un casal fortificat de l'extrem de migjorn del municipi de la Garriga (Vallès Oriental), a la dreta del riu Congost, al costat del polígon industrial de la Garriga ben a prop d'un antic camp d'aviació. Fou considerada la  domus més important de la Garriga a l'edat mitjana, tant pel nivell social dels seus propietaris com per la construcció particular. És una obra declarada bé cultural d'interès nacional.

## Història

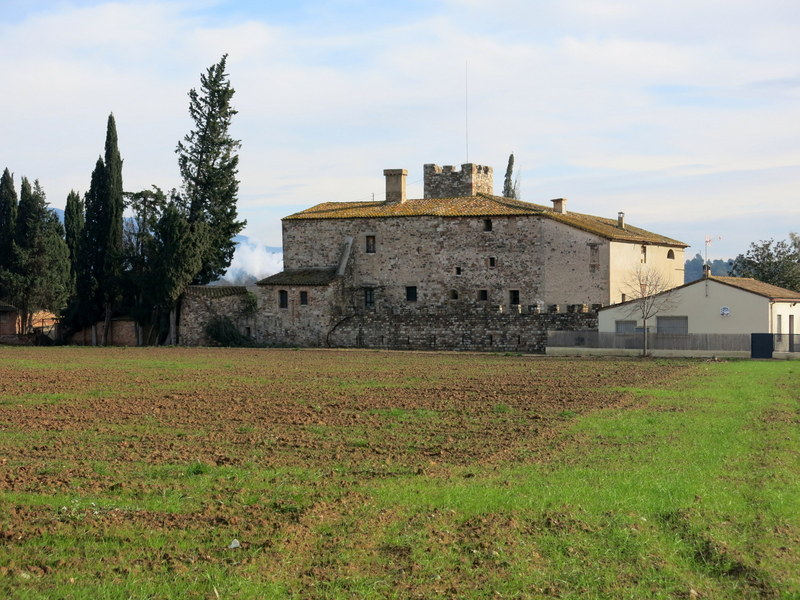
Casal Rosanes (desembre 2014)

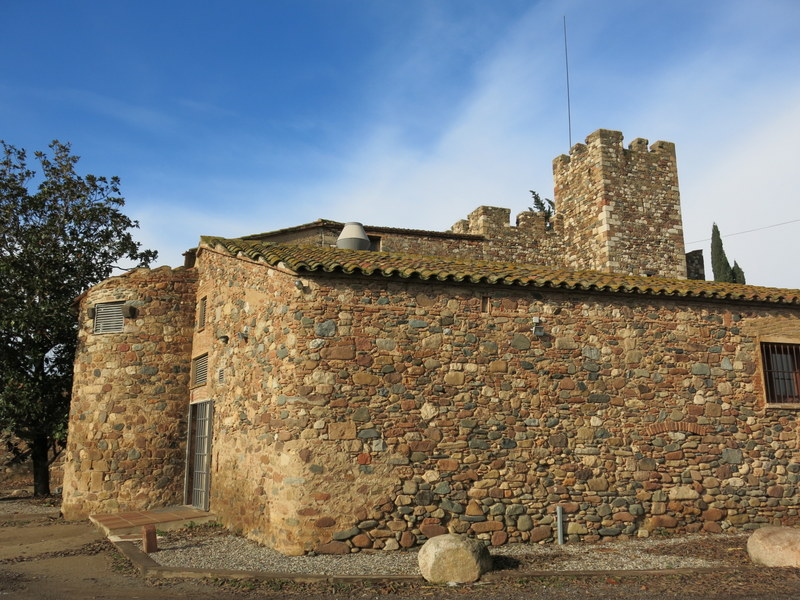
Casal Rosanes Torre circular de defensa a l'esquerra (desembre 2014)

És un casal fortificat documentat el 1217. La primera notícia dels Rosanes data de 1189 i es deixa de saber d'ells l'any 1594. La família Rosanes apareix documentada ja la segle x entre els conqueridors de la regió montserratina. El 1123 surt anomenat el castell a l'acta de consagració de la parròquia de l'Ametlla. El 1189, Ramon de Rosanes i Sança, la seva esposa, fan oblació del seu fill a la catedral de Barcelona per tal que fos clergue o canonge. El 1256, Bernat de Rosanes i la seva muller Elisenda apareixen en un document relatiu a uns béns que posseïen a València.
A partir del segle xiv, les notícies refereixen a la família Torruella («Turricella»), entroncada amb el llinatge dels Rosanes. El 1357 el castell de Rosanes va ser declarat Carrer de Barcelona. Els germans Pericó i Sibil·la Marc i de Llacera van ser propietaris del castell de Rosanes i, el 1394 trobem Sibil·la, ja vídua, compartint la senyoria de Rosanes amb el seu nebot Galceran, fill de Pericó. El 1404, un Huc de Rosanes va ser governador de Sardenya.
És freqüent veure intervenir alguns personatges del llinatge de Rosanes en fets polítics medievals, especialment al segle xv. Durant l'Interregne (1410-12), Galceran III de Rosanes fou capdavanter del partit urgellista al Parlament català i dels pocs que restà fidel fins a l'últim moment a Jaume d'Urgell. Ell fou l'encarregat de transmetre-li la decisió del compromís de Casp. Galceran de Rosanes (1410), fou senyor del castell de Rosanes, de Sant Boi i algutzir del rei Martí I. Va ser un dels 24 parlamentaris catalans que a Tortosa van defensar la legitimitat de Jaume d'Urgell com a nou monarca català (Compromís de Casp). Ramon de Torrelles i de Blanes, senyor del castell de La Roca es va casar amb Elionor, filla de Galceran de Rosanes. Les històries d'ambdós castells van estar lligades durant temps.
El 1463, Roger de Rosanes, amb Pere de Bell-lloc i Pere de Torrelles van dirigir l'exèrcit de La Generalitat assetjant el castell de La Roca, pres per les forces reialistes durant la segona guerra remença. El 1594 amb Elisabet de Rosanes s'extingí el llinatge dels Rosanes i el castell de Rosanes passà als Masdovelles, antecessors del marquesos d'Alfarràs.
Els fogatges dels segles xiv, xv i xvi no acostumen a esmentar la casa de Rosanes. Això fa pensar que aquest casal era considerat com una entitat lliure de qualsevol gravamen fiscal.
A partir de principis del segle xx els masovers són la família Girbau. L'actual propietari és Josep Girbau Marquès.

## Descripció

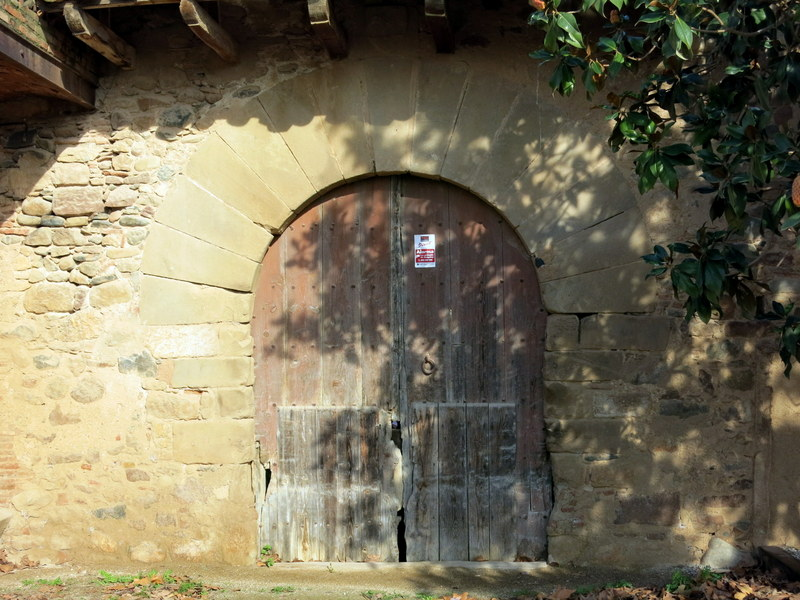
Casal Rosanes Porta adovellada (desembre 2014)

Conserva una torre quadrada, murs i part d'una torre rodona. És un edifici civil. Llur estructura és d'antic castell o casal fortificat. Té un recinte emmurallat de forma quadrada de 30 metres de costat, en llurs vèrtex s'aixecaven unes torres de base circular. Les torres estan emmerletades. Destaca una gran torre de planta baixa i tres pisos.
Les domus tendien a situar-se a prop dels camins. Són entitats agràries formades per un conjunt de dependències per tal de mantenir autosuficiència (habitacles, graners, corrals, molins, ferreries, etc) tot tancat per un mur formant un barri. Rosanes és una antiga domus o quadra medieval que estava formada per un conjunt d'edificis fortificats, amb mur perimetral i tancats per una porta. Al passar la porta es trobava un pati, al voltant del qual se situaven totes les dependències. Rosanes té aquesta estructura, però hi dominen els elements defensius.
Les construccions que corresponen a l'època romànica consten d'un cos central, de planta quadrada, de tres pisos d'alçada amb terrat coronat amb merlets i amb la torre de l'homenatge adossada a llevant per on s'accedeix a l'edifici noble. S'alcen murs de muralla als costats de ponent i tramuntana, romanents del primer recinte emmurallat, que formava un quadrat d'uns 30 metres de costat, amb torres de defensa de base circular en els vèrtexs, d'uns 4 metres de diàmetre, de les quals solament se'n conserven tres. La quarta fou arrasada a finals de l'època romànica (segle xiv) per a construir-hi la capella. Els murs, tant de les muralles com del casal, presenten espitlleres i merlets. El portal, de l'entrada única, era sota la torre situada a llevant on encara hi ha els encaixos de la porta que s'accionava verticalment. És d'arc lleugerament apuntat.
L'aparell és de carreus molt regulars, disposats en filades horitzontals amb cantoneres de petits carreus, tot molt ben construït. Les sageteres estan molt ben treballades amb pedres de gres de diferents tons. Sobre la clau de volta d'una arcada en la façana de migjorn hi ha un escut esculpit en la pedra que conté una mitja lluna i una creu de Malta. La datació de la construcció se situaria al segle xii.